# Joan Pujol i García
Joan Pujol i García   (Barcelona, 14 de febrer de 1914 - Caracas, 10 d'octubre de 1988) MBE, de nom en clau britànic Garbo i de nom en clau alemany Arabel, fou un agent doble català que desenvolupà un paper clau en l'èxit del desembarcament de Normandia al final de la Segona Guerra Mundial.
La informació falsa que Pujol va proporcionar a Alemanya va ajudar a convèncer Adolf Hitler que l'atac principal seria més tard i en un altre lloc, la qual cosa va resultar decisiva per reduir les tropes alemanyes presents a la zona del desembarcament.

## Biografia
Va néixer al carrer Muntaner, 70, de Barcelona, al si d'una família burgesa, i estudià internat al Col·legi Maristes Valldemia, dirigit pels germans maristes de Mataró. Tenia un germà i dues germanes.
El seu pare va morir el 1933 quan en Joan tenia vint-i-un anys i va participar en els negocis del seu germà gran, un cinematògraf, i posteriorment en una empresa de transports. En començar la Guerra civil, l'empresa va ser confiscada i ell fou cridat a files per l'exèrcit republicà.
Decebut per l'extremisme de certes faccions i l'actitud anticlerical envers l'Església catòlica, decideix desertar. Va viure amagat durant dos anys a casa d'uns amics i finalment fou detingut; l'ajuden a escapar-se i li proporcionen una identitat falsa que li permet allistar-se en una companyia de comunicacions de l'exèrcit republicà, des d'on pensava passar-se al bàndol franquista, cosa que aconseguirà en la batalla de l'Ebre posant en risc la seva vida.
Després de passar per un procés de depuració, va participar en el front de Terol i en la caiguda de Tarragona el 15 de gener de 1939. Al mig de la celebració, Pujol va ser bufetejat pel seu coronel per haver-se manifestat a favor de la monarquia. Aquell incident li va fer prendre consciència de la influència d'una Falange radical en el règim de Franco i que Espanya s'abocava amb el feixisme a un model totalitari.
La mala experiència que per a ell va suposar la contesa el va fer posicionar en contra dels pensaments totalitaris i, especialment, de l'emergent nazisme a Europa. Així, en començar la Segona Guerra Mundial, va pensar que havia d'implicar-se fent alguna cosa "pel bé de la humanitat".
A Burgos, conegué qui seria la seva dona i col·laboradora, Araceli González Carballo, nascuda a la parròquia de Coeses, al municipi de Lugo, el 1914. En acabar la guerra, es van casar i es van traslladar a Madrid.

## El naixement d'un agent
En començar la Segona Guerra Mundial i a través de les emissions de la BBC, pren consciència antinazi i vol participar en ajut de la democràcia i la llibertat. Al voltant de 1940, va decidir que havia de contribuir al final de la guerra ajudant la Gran Bretanya, un dels adversaris de l'Alemanya nazi en aquelles dates.
Amb una actitud totalment idealista, la seva dona va fer el primer intent d'aproximació cap a l'ambaixada britànica, però varen rebutjar donar-li feina com a espia perquè només aportava il·lusió, sense cap experiència o referència com per a confiar en ell, recomanant-li que, si volien contribuir a la causa antinazi, fessin alguna donació. Llavors, Araceli va traçar una estratègia per aconseguir els seus objectius: posar-se al servei dels alemanys per així tenir algun valor per als anglesos. S'ofereix com a espia en l'ambaixada alemanya, on contacta amb Gustavo Knittel, àlies Federico, a qui convenç que ell era un funcionari del govern amb fanàtiques creences pro nazis que havia de viatjar a Londres en missió oficial i on podria desenvolupar el seu ideal feixista, informant els alemanys dels moviments de tropes. Després d'alguns dubtes inicials, va estar acceptat als serveis secrets del III Reich, la famosa Abwehr, va rebre un curs accelerat d'espionatge, i el varen formar en l'ús de l'encriptació de missatges.
El nou agent, amb el sobrenom Arabel (per "Araceli bella"), com que ni tenia previst anar a Anglaterra ni sabia anglès, decideix marxar a Lisboa i des d'allí iniciar la seva falsa activitat.
L'abril de 1941, va començar a operar des de Lisboa fent veure als alemanys que era a la Gran Bretanya; va enviar la seva primera carta el 15 de juliol de 1941. Inventava informes ficticis sobre moviments de vaixells mercants i aconseguia convèncer-los que eren dades valuoses, gràcies a informació obtinguda a la biblioteca de Lisboa i noticiaris del cinema. Fingia viatjar per tota la Gran Bretanya i enviava els fulls de despeses, segons els preus que obtenia d'una guia de ferrocarrils britànica. Tingué algun problema en no entendre correctament el sistema de moneda predecimal (lliures, xílings i penics), però el resolgué enviant els informes despesa per despesa i argüint que ja enviaria el total més tard. Per justificar unes despeses més altes i per aconseguir més tinta invisible, va començar a inventar-se una xarxa de falsos agents que havia contractat perquè li facilitessin informació des de diferents localitats.
A finals de 1942 i amb l'ajut del servei d'espionatge americà, amb qui havia contactat amb la seva dona Araceli per Edward Rousseau, agregat naval a Lisboa, aconsegueix oferir els seus serveis a la Intel·ligència britànica, que aquesta vegada va acceptar de contractar-lo. El fet de poder aportar tinta invisible a les autoritats britàniques va certificar la seva identitat com a agent alemany.

## Garbo, l'espia anglès

### Trasllat a Gran Bretanya
Va arribar a Anglaterra a la primavera de 1942 i va operar com a agent doble sota l'auspici del Comitè XX (sistema de la doble creu), una iniciativa de la Intel·ligència britànica basada en la captura d'agents alemanys i la posterior conversió en agents dobles per a tasques de contraespionatge o per a maniobres de desinformació de l'enemic. Dins el MI5, se li va assignar un oficial de parla espanyola, Tomás (Tommy) Harris, amb qui ràpidament va crear una estreta aliança i, sent com ell una persona excepcionalment dotada per a la inventiva, es complementaven entre si.
Inicialment, li assignaren el nom en clau Bovril (com la sopa), però de seguida li varen canviar per Garbo, en honor dels dots interpretatius del català.
Seguint la línia iniciada a Lisboa, la seva feina principal va ser la de convèncer els alemanys que havia aconseguit reclutar un gran nombre d'agents a la Gran Bretanya, alguns d'ells persones de molta influència i amb informació valuosa. Entre aquests agents de ficció, hi havia un veneçolà a Glasgow, un sergent indiscret de l'exèrcit dels EUA i un nacionalista gal·lès líder d'un grup de feixistes de l'anomenada Germandat de l'orde ari mundial a Swansea.
La dificultat de la seva feina era que havia de fabricar a tota hora informes de tots els agents que anava inventant i que fossin coherents i no es contradiguessin entre si per tal de no perdre credibilitat. Va arribar a crear 27 agents diferents, tot i que simultàniament només en van actuar 16. Pujol tenia oberta una fitxa per a cadascú amb tota la fictícia filiació i actuacions per poder inventar els informes que enviava. Els alemanys pagaven a Arabel grans quantitats de diners per mantenir la seva xarxa d'agents.
De vegades havia d'inventar raons per explicar per què un dels seus agents havia estat incapaç d'informar sobre alguna operació que tard o d'hora arribava a orelles dels alemanys i per no descobrir que tot era una farsa. En una ocasió, va informar que un dels seus agents de Liverpool havia caigut malalt just abans d'un gran moviment de flota des d'aquest port a la costa oest d'Anglaterra. En caure suposadament malalt, li va ser impossible a aquest espia transmetre aquella informació. Per donar èmfasi a la seva història inventada, fins i tot va haver de fingir la mort d'aquest agent amb una esquela falsa que va ser publicada en un diari local. D'aquesta forma, els alemanys van creure la seva història i fins i tot van pagar una pensió a la "vídua" de l'agent mort. Pujol no es va aturar aquí: des d'aleshores, la inexistent vídua va quedar incorporada com si res a la xarxa d'espies de Garbo.
La informació que Pujol enviava als alemanys era inventada pels seus superiors britànics i incloïa una gran part d'esdeveniments veritables perquè els informes fossin més convincents. De vegades, s'aconseguia l'efecte desitjat enviant informació genuïna, però retardant-ne l'arribada perquè el dany fos mínim. Per a això de vegades es recorria a mata-segellar una carta amb una data anterior, però no enviant-la fins a la vigília del moviment de tropes en qüestió perquè quan arribés semblés un retard del servei de correus.

### Operació Fortitude
El treball de desinformació més important de Garbo va ser al voltant del desembarcament de Normandia i era part de l'operació Fortitude, una campanya d'intoxicació informativa que va convèncer Adolf Hitler i molts dels seus col·laboradors que la invasió aliada tindria lloc a l'estret de Calais. Va ser una de les vint persones que coneixien la data aproximada i el lloc exacte del desembarcament que els alts comandaments de les forces aliades dissenyaven com a operació Overlord.

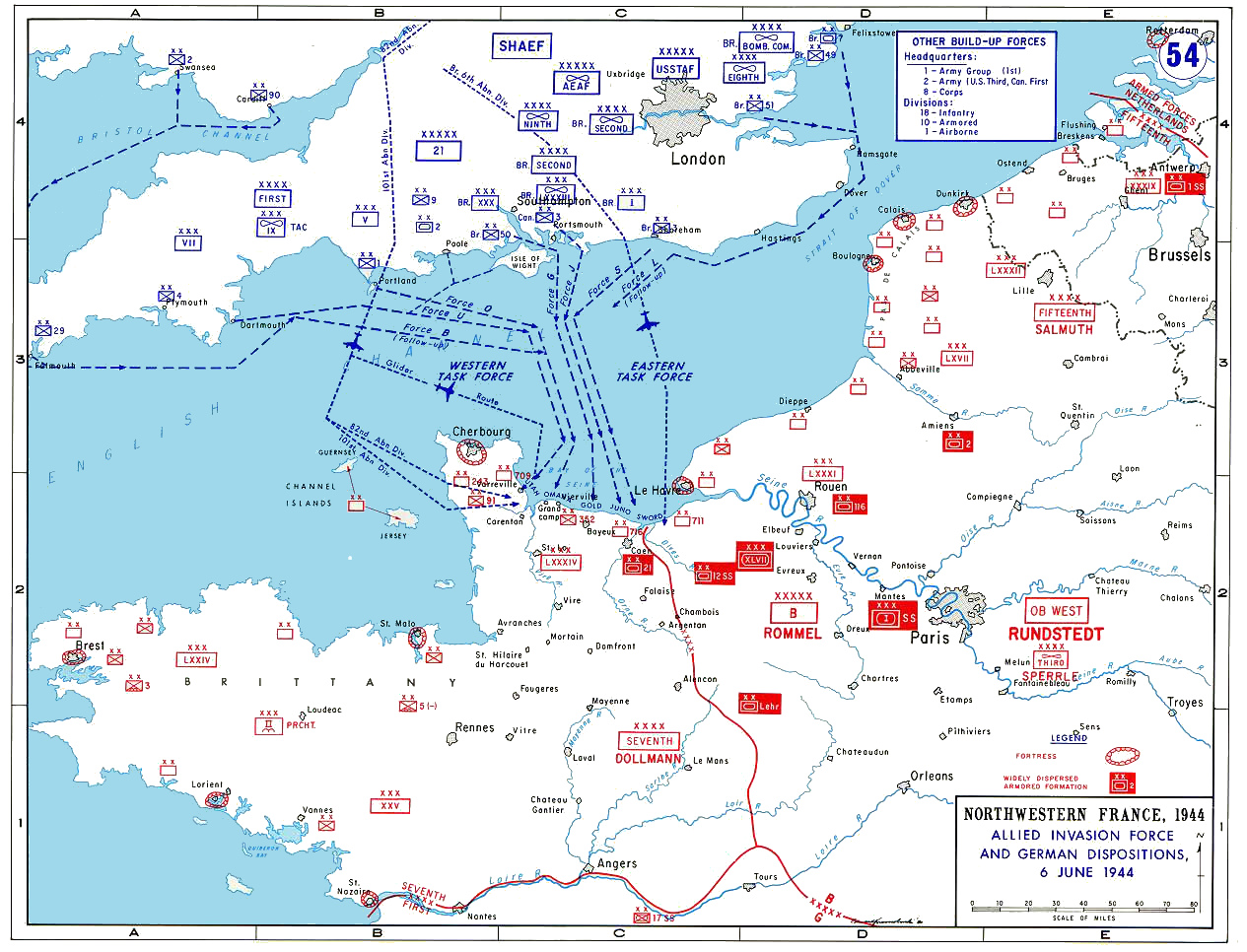
Mapa del desembarcament de Normandia el 6 de juny de 1944

Joan Pujol, juntament amb altres espies dobles, executà les ordres enviades des del quarter general suprem de la Força Expedicionària Aliada (SHAEF), comandada pel general Eisenhower. Es tractava de l'operació Fortitude South ('Fortalesa del Sud'), una denominació clau que resumeix la política d'intoxicació informativa contra l'enemic. La clau de volta de l'operació era fer creure als alemanys que el desembarcament principal seria al pas de Calais amb unes forces imaginàries que es preparen prop de la localitat anglesa de Dover.
Per a fer efectiva la gran mentida, abans calia mantenir la confiança dels nazis. A partir de l'inici de la primavera de 1944, Arabel, el malnom que tenia Garbo per a les forces del Tercer Reich, informava a totes hores de la constant arribada de tropes nord-americanes i canadenques als ports anglesos. La informació enviada els avançava que es preparava alguna operació a gran escala, però que encara no tenia dades suficients per a vaticinar-ne l'hora i el lloc. Ben aviat, el 24 d'abril de 1944, informava el Servei d'Intel·ligència del Tercer Reich del trasllat de dues divisions aliades cap a Escòcia amb l'objectiu d'envair Noruega. És el primer engany, conegut pels serveis secrets britànics com a operació Fortitude North. Hitler, que creu cegament en Arabel, no dubta a enviar 16 divisions alemanyes a Escandinàvia pendents dels moviments aliats. Hi romandran inactives fins a mitjans de juny.
El 6 de juny de 1944, Garbo, amb el vistiplau d'Eisenhower, va informar l'enemic del desembarcament aliat a Normandia. Ho farà a les quatre de la matinada. Des d'un pis del carrer Saint James de Londres, va posar en funcionament una moderna emissora portàtil, de fabricació alemanya, model W-T, i transmeté un missatge en codi secret. El missatge fou breu, però clar: «La flota d'invasió ja ha sortit. L'operació Normandia ha començat». Els alemanys trigarien almenys quatre hores a rebre la notícia, descodificar-la i tornar-la a xifrar. La invasió ja estava en marxa.
Malgrat això, el contraatac de les unitats cuirassades alemanyes, les experimentades divisions Panzer, fou terrible, però el gruix de l'exèrcit alemany del front occidental tenia la mirada posada a Calais. Garbo els ha advertit que, segons unes informacions rebudes per tres dels espies que tenia a les seves ordres, possiblement el desembarcament que s'anava a produir a Normandia només era una maniobra de distracció.
Amb tot, a les costes del nord de França, la privilegiada posició de les bateries antiaèries germàniques continua provocant estralls a les forces aliades. La situació és delicada i Garbo intensifica amb més força que mai la tesi que l'exèrcit aliat disposa de 75 divisions i 19 brigades a la costa sud d'Anglaterra, un 50 % més que no hi havia en realitat, per a desembarcar a Calais. Per evitar que els alemanys poguessin descobrir el parany, els britànics fan flotar a les costes de Dover vaixells de plàstic inflable, tancs de cautxú i ports de cartó pedra.
És llavors quan Joan Pujol, passats 7 minuts de les 12 de la nit del dia 9 de juny de 1944, envia una nova comunicació als alemanys. En aquesta notificació, Pujol es referma en la tesi que la veritable invasió tindrà lloc per Calais.
A més, Garbo també els parla de les tropes del general Patton. Els fa creure que hi ha dos cossos d'exèrcit, el primer grup de l'exèrcit dels Estats Units d'Amèrica i la 4a. unitat britànica, que desembarcaran d'un moment a un altre a Calais, ja que, a més de ser el camí més curt, aprofitaran la instal·lació de les rampes dels avions de guerra V1. El missatge secret diu textualment: Per [l'agent] J(5) vaig saber ahir que existien 75 divisions en aquesta illa (Anglaterra) abans de començar l'actual assalt (Normandia). Suposant que utilitzin un màxim de 20 a 25 divisions, ens donaria unes 50 divisions per intentar el segon cop. Espero que sotmetin urgentment al nostre alt comandament tots aquests informes i estudis. Hitler va caure en el parany. Immediatament, la 116 Divisió Panzer, fins aquell moment estacionada al nord-oest de París, i la 1a. Divisió Panzer de les SS són traslladades al pas de Calais. L'alt comandament alemany també paralitza el trasllat de la 85a. Divisió d'infanteria, que es dirigia a Normandia. Un total de set divisions alemanyes que haguessin pogut ser enviades a la península de Cherbourg són retingudes sobre la zona de Calais per ordres directes del führer. Aquests foren els moviments decisius de la Segona Guerra Mundial. La confiança cega de Hitler en el seu agent secret va ser més forta que els consells del mariscal Rommel, partidari d'aixafar primer les tropes aliades a Normandia abans d'anar a Calais.
Hitler va enviar un missatge de felicitació a Arabel per l'estació de l'Abwehr de Madrid. El dictador alemany moriria convençut que només un canvi d'estratègia al darrer instant feu canviar els plans de l'exèrcit aliat, disculpant Garbo de qualsevol possible error en les informacions facilitades, per acabar premiant-lo, el 29 de juliol de 1944, amb la concessió de la Creu de Ferro, pels seus "serveis extraordinaris" a Alemanya.
Després del desembarcament, el juny del 1944, els alemanys bombardegen Londres amb les V-1. Garbo torna a entrar en acció subministrant coordenades falses dels punts estratègics. Finalment, i davant el risc de ser descobert, fabrica la seva pròpia -falsa- detenció per part dels britànics.

### Xarxa d'agents ficticis
```
AGENT
 
SUBAGENT
```

```
|
Agent U
 ---------------------------|
1(1)
 
pilot d'avió
 de KLM i correu
| hoste de 
KLM
 |
|-renuncia el 1943 |
1(2)
 Cap de la secció catalana del Ministeri d'Informació (MIC)
| |
| |
1(3)
 Censor al MIC
| |
| |
1(4)
 Funcionari de l'oficina del primer ministre
|
|
Agent DOS
 -------------------------|
2(1)
 VÍDUA
|William Gerbers | Mrs. Gerbers
|-mort a 
Bootle
, 
Anglaterra
 el 1942
|
|
Agent TRES
 ------------------------|
3(1)
 Oficial d'aviació
|BENEDICT |
|-"Carlos", estudiant 
veneçolà
 |
3(2)
 Oficial de la 49a. Divisió d'infanteria britànica 
| a 
Glasgow
, 
Escòcia
 |
| |
3(3)
 Mariner 
grec
 i 
desertor

|

GARBO/ARABEL
 --|
Agent QUATRE
 ----------------------|
4(1)
 ALMURA
(Joan Pujol |CHAMILLUS | Operador de ràdio
Garcia) |-cambrer 
gibraltareny
 de la 
NAAFI
 |
| amb base a 
Chislehurst
 (
Londres
) |
4(2)
 Guàrdia de trànsit a Chislehurst
| |
| |
4(3)
 Sotsoficial 
americà
 amb base a Londres
|
|
Agent CINC
 ------------------------|
5(1)
 Cosí de "MOONBEAM", resident a 
Buffalo
 (USA)
|MOONBEAM
|-Veneçolà resident a 
Ottawa
, 
Canadà

|-germà de "BENEDICT"
|
|
Agent SIS

|
Sotsoficial
 de la policia militar
|-mort el 1943
|
|
Agent SET
 -------------------------|
7(1)
 Soldat de la 9a. Divisió blindada britànica
|DAGOBERT |
|-Exmariner a 
Swansea
, 
Gal·les
 |
7(2)
 DONNY
| Líder de l'orde Ari Mundial 
|
|
7(3)
 Del cos femení de la Marina, a Ceilan (actual 
Sri Lanka
)
|
|
7(4)
 DICK
| Fanàtic 
hindú

|
|
7(5)
 DRAKE a 
Exeter
, Anglaterra
|
|
7(6)
 Un 
feixista
 
gal·lès
, al sud de Gal·les
|
|
7(7)
 DORICK a 
Harwich
, Anglaterra
```

### Final oficial
El setembre de 1944, davant el temor que Pujol fos detectat com a agent doble britànic, es va decidir que havia de desaparèixer, encara que la seva xarxa va continuar proporcionant informació falsa als alemanys.
El Servei Secret va protegir acuradament els enganys que s'havien fet als alemanys, en particular la xarxa d'agents dobles creada. Es tractava de protegir Pujol de qualsevol possibilitat de represàlies nazis mentre que la seva posició privilegiada li permetés penetrar posteriorment en qualsevol activitat nazi si fos requerit.
El desembre de 1944, Pujol va ser guardonat amb l'orde de l'Imperi britànic a proposta del director general del Servei Secret, sir David Petrie, en reconeixement dels seus serveis.
Al llarg de tota la seva activitat, Arabel va aconseguir del govern alemany un total de 340.000 dòlars per "pagar" als seus agents.

## Després de la Guerra mundial
Un cop acabada la guerra, Pujol torna a Madrid, on va rebre un contacte de l'extinta Abwehr per a lliurar-li un darrer pagament pels seus serveis. Se sentia inquiet i es varen traslladar a Lugo, on varen tenir notícies que la policia buscava una col·laboracionista gallega. El matrimoni i els dos fills que tenia varen decidir desaparèixer de l'escena i traslladar-se a Veneçuela. Després de tenir el seu tercer fill, Araceli decideix tornar a Espanya. Joan Pujol temia per la seva vida i decideix quedar-se; el matrimoni se separa.
L'any 1949, va arribar la notícia que Pujol havia mort a Angola, però l'any 1984, el periodista i escriptor anglès de novel·les d'espies Nigel West, va començar a dubtar de la seva mort, i el va localitzar a Veneçuela, on havia començat una nova vida, s'havia tornat a casar, tenia tres fills i treballava com a professor d'anglès per a la Shell. Ni la seva nova família ni ningú del seu entorn sabia res de la seva identitat real i la seva participació en la guerra.
Un cop redescobert, va viatjar a Europa com un personatge popular. Va ser rebut a Anglaterra pel príncep d'Edimburg i es va retrobar amb els seus companys del MI5. En aquest viatge, va enregistrar el 14 de setembre de 1984 una entrevista amb Josep Maria Espinàs i un documental amb la seva història per a TV3.
Va morir a Caracas el 1988. La seva dona, que s'havia instal·lat a Madrid i havia refet la seva vida treballant per a l'ambaixada anglesa, i s'havia tornat a casar, va morir el 1990.
Joan Pujol, "Garbo", té l'honor de ser la primera i una de les poques persones condecorades amb medalles d'ambdós bàndols: la Creu de Ferro alemanya atorgada personalment per Hitler i l'orde de l'Imperi britànic.

## Filmografia
- Entrevista amb Josep Maria Espinàs i un documental amb la seva història per a TV3 (14 de setembre de 1984).
- Garbo, l'espia (L'home que va salvar el món) és un film documental sobre la seva figura, realitzat el 2009 per Edmon Roch.[18]
- Hitler, Garbo... y Araceli, un documental teatralitzat sobre la vida de la dona de Pujol, Araceli González, realitzat per TVGA (2009).[9]